# Aad Oudt

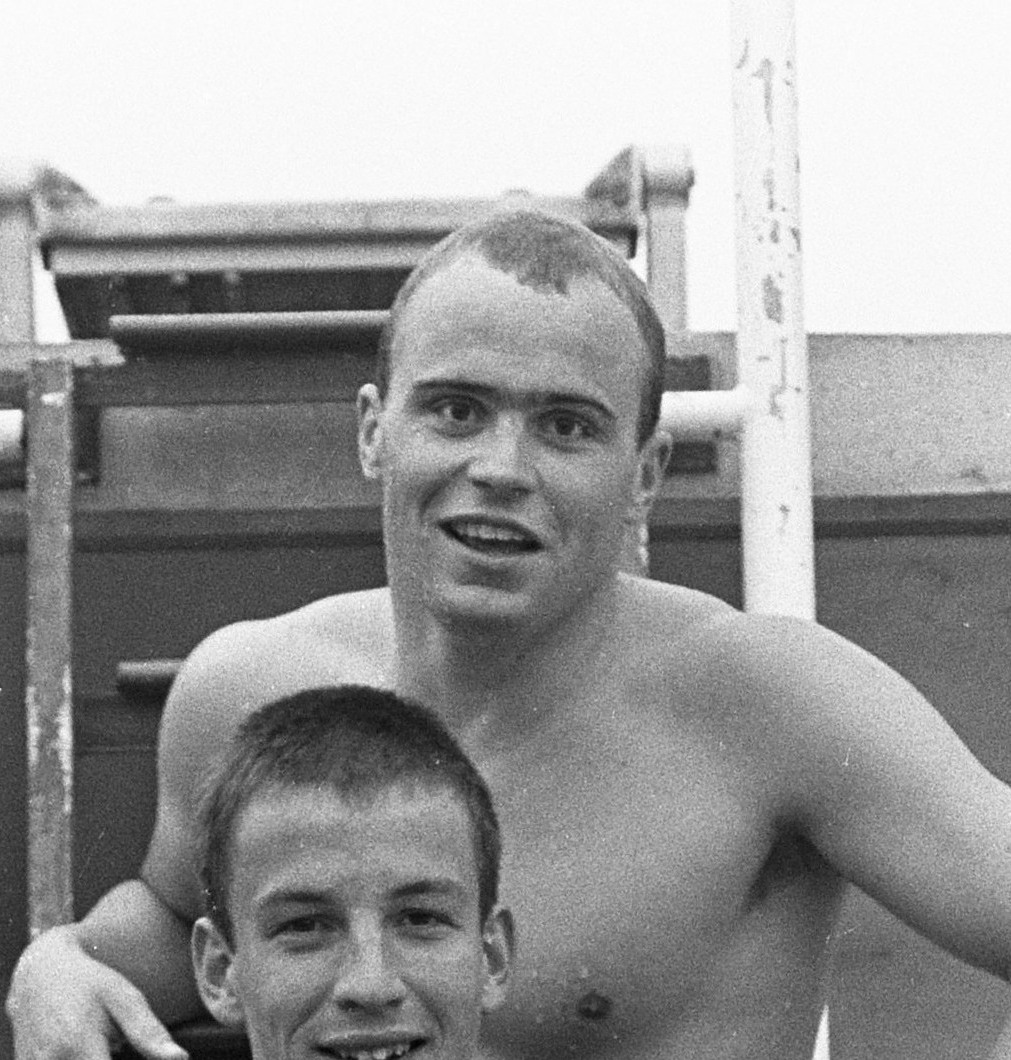
Aad Oudt (1968)

Adriaan Frederik (Aad) Oudt (Den Haag, 26 februari 1946) is een voormalig topzwemmer op de vrije slag, die namens Nederland tweemaal deelnam aan de Olympische Spelen: Tokio 1964 en Mexico-Stad 1968.
Bij zijn olympisch debuut strandde Oudt, lid van HZ Zian uit Den Haag, in derde serie van de 400 meter vrije slag (tijd 4.46,5). Vier jaar later in Mexico-Stad kwam hij op de 200 meter vrije slag opnieuw niet verder dan de voorronde: met de 35ste tijd (2.06,6) uitgeschakeld in de negende heat.
Ook op de estafette van de 4x200 meter vrije slag waren de series het eindstation: elfde plaats, met een 2.05,0 van Oudt als derde zwemmer. Zijn collega's in die race waren Dick Langerhorst (startzwemmer), Johan Schans (tweede zwemmer) en Elt Drenth (slotzwemmer).